# Kreuzkirche (Wil SG)

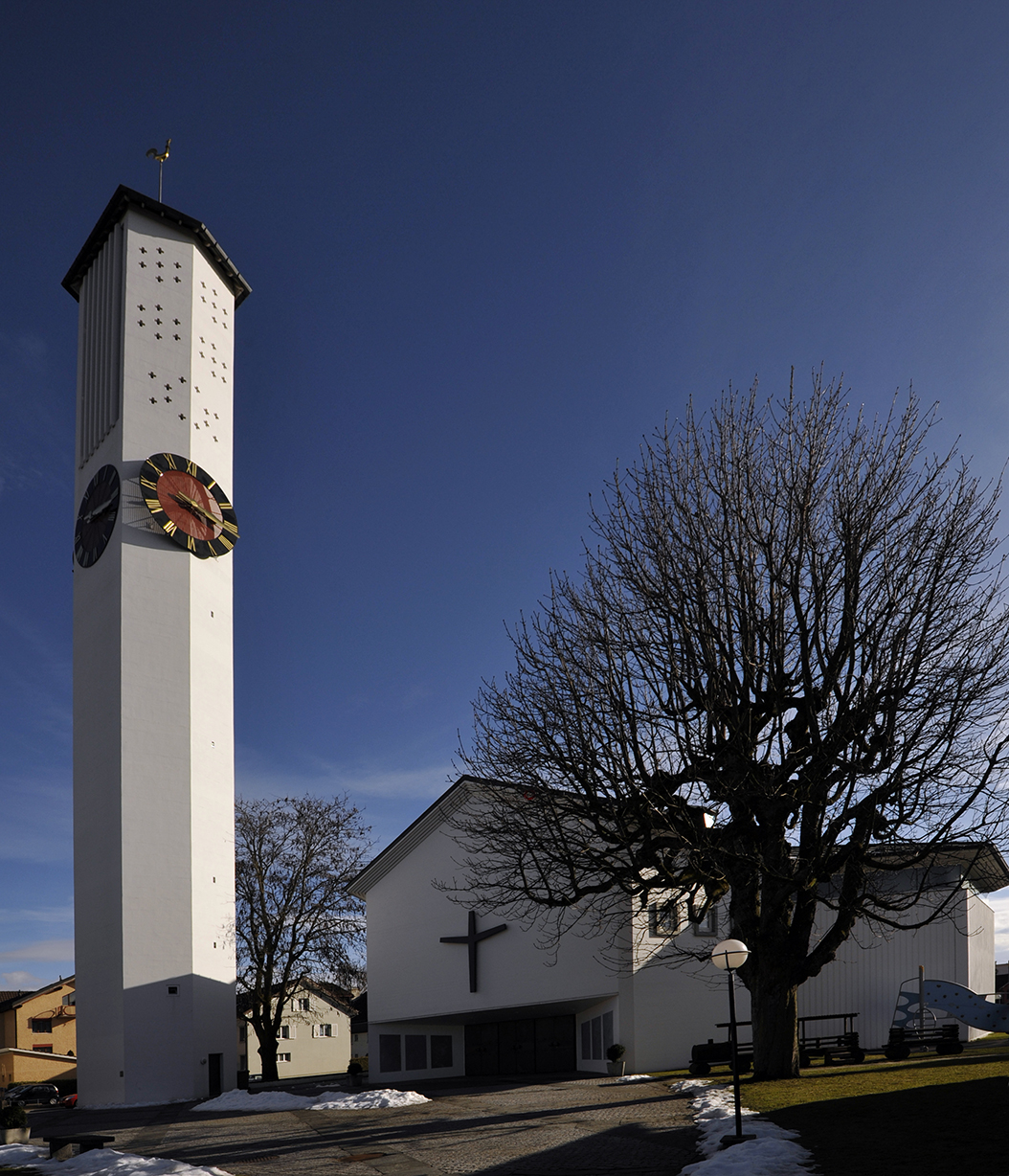
Kreuzkirche in Wil SG

Die Kreuzkirche in Wil im Schweizer Kanton St. Gallen ist eine evangelisch-reformierte Kirche.

## Geschichte
Das heutige Kirchengebäude nach Plänen des Schaffhauser Architekten Walter Henne (1905–1989) ersetzte eine kleinere Kirche der evangelischen Kirchgemeinde Wil von 1889/1890. Im Februar 1962 begann der Bau, und am 23. Dezember 1963 (Vierter Advent) wurde die neue Kirche eingeweiht. 1997/1998 und 2024 wurden Renovationen des Kirchengebäudes und Kirchturms durchgeführt. Die Wiler Kreuzkirche ist Teil der Evangelisch-reformierten Kirche des Kantons St. Gallen und ein geschütztes Kulturobjekt.

## Beschreibung und Ausstattung
Zentralbau in Betonbauweise über unregelmässigem Achteck. Kupfergedecktes Zeltdach mit Laterne auf der Spitze. Sechseckiger Campanile mit vier grossen Zifferblättern (jeweils 4,2 Meter Durchmesser). Grosses eisernes Kreuz aussen über dem Hauptportal der Kirche. Links und rechts aussen neben dem Portal sechs in Kerbschnittmanier geritzte Reliefs mit Symbolen des Flawiler Bildhauers Johann Ulrich Steiger: Auf der linken Seite die Evangelisten Markus und Johannes und das Christusmonogramm (flankiert von den griechischen Buchstaben Alpha und Omega). Auf der rechten Seite: Kreis mit Dreieck (als Zeichen der Dreifaltigkeit) und Symbole der Evangelisten Lukas und Matthäus.
Links hinten im Innenraum eine geschnitzte Lindenholz-Statue «Der dreifache Engel» des deutschen Holzbildhauers Gunter Schmidt-Riedig (1994). Schlichte Kanzel aus Nussbaum- und Ahornholz. Abendmahlstisch aus Saint-Michel-Stein. Taufstein aus Laufener Kalkstein. Kirchendecke aus Föhrenholz. Die Kirche bietet Platz für bis zu 600 Personen.

### Kirchenfenster
Der St. Galler Künstler Alfred Kobel schuf 1963 das grosse Kirchenfenster (10,00 × 6,00 Meter) im Chorraum an der Südseite der Kirche, in dem verschiedene biblische Gleichnisse dargestellt sind:
- Der gute Hirte (Johannes 10,11–14)
- Die klugen und die törichten Jungfrauen (Matthäus 25,1–13)
- Der verlorene Sohn (Lukas 15,11–32)
- Der barmherzige Samariter (Lukas 10,29–37)
- Das Haus auf Feld und das Haus auf Sand gebaut (Matthäus 7,24–27)

### Orgel
Im Februar 1964, zwei Monate nach der Einweihung der Kirche, wurde eine Orgel von Orgelbau Kuhn (Männedorf) mit 48 Registern (und vier Vorabzügen), mechanischer Spiel- und elektropneumatischer Registertraktur auf (Schleifladen) mit drei Manualen und Pedal eingeweiht. 2002 wurde das Instrument durch die Erbauerfirma renoviert, wobei der Spieltisch umgebaut und mit einer elektronischen Setzeranlage erweitert wurde. Sie ist die grösste Orgel in der Stadt Wil. Die Disposition:
| I Hauptwerk C–g3 |       |
| Quintatön        | 16′   |
| Principal        | 08′   |
| Gemshorn         | 08′   |
| Gedecktflöte     | 08′   |
| Octav            | 04′   |
| Rohrflöte        | 04′   |
| Principalquint   | 2 ⁄3′ |
| Octav            | 02′   |
| Mixtur V         | 02′   |
| Trompete         | 08′   |

| II Kronpositiv C–g3 |        |
| Salicional          | 08′    |
| Bourdon             | 08′    |
| Principal           | 04′    |
| Spitzflöte          | 04′    |
| Quint               | 2 ⁄3′  |
| Octav               | 02′    |
| Terz                | 1 3⁄5′ |
| Larigot             | 1 ⁄3′  |
| Octav               | 01′    |
| Cymbel doppelt      | 1⁄3′   |
| Harfenregal         | 16′    |
| Krummhorn           | 08′    |
| Tremulant           |        |

| III Schwellwerk C–g3 |        |
| Bourdon              | 16′    |
| Diapason             | 08′    |
| Bourdon d'écho       | 08′    |
| Spitzgamba           | 08′    |
| Voix céleste (ab c0) | 08′    |
| Octav                | 04′    |
| Blockflöte           | 04′    |
| Violine              | 04′    |
| Nazard               | 2 ⁄3′  |
| Sesquialtera II      | 2 ⁄3′  |
| Waldflöte            | 02′    |
| Terz                 | 1 3⁄5′ |
| Plein jeu V          | 02′    |
| Fagott               | 16′    |
| Trompette harmonique | 08′    |
| Oboe                 | 08′    |
| Clairon              | 04′    |
| Tremulant            |        |

| Pedal C–f1        |     |
| Subbass akustisch | 32′ |
| Principalbass     | 16′ |
| Subbass           | 16′ |
| Zartgedeckt       | 16′ |
| Octavbass         | 08′ |
| Spitzflöte        | 08′ |
| Zartgedeckt       | 08′ |
| Octave            | 04′ |
| Mixtur IV         | 04′ |
| Bombarde          | 16′ |
| Bombarde          | 08′ |
| Choraltrompete    | 04′ |
| Singend Cornett   | 02′ |

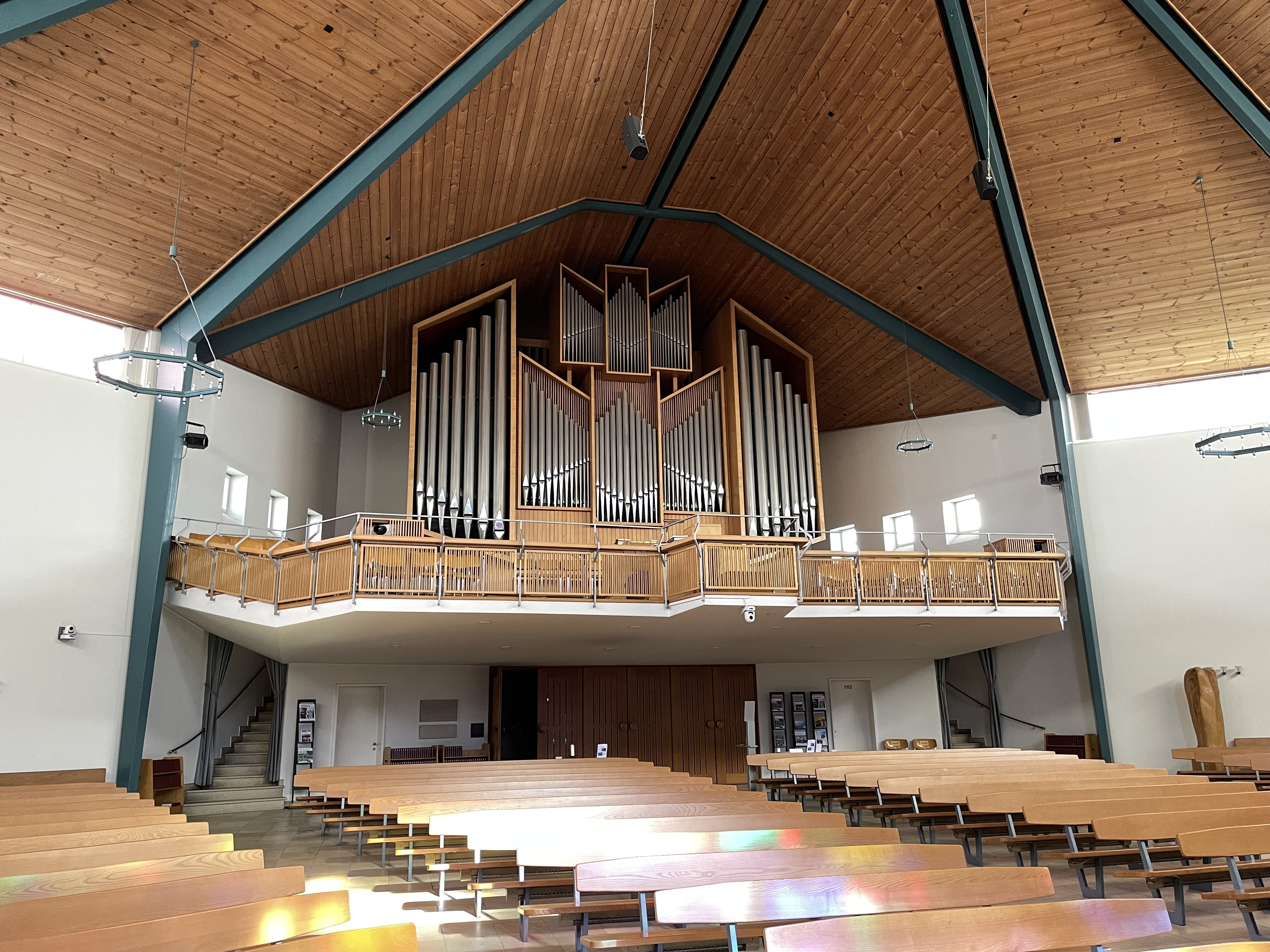
Kuhn-Orgel (1963)

- Koppeln (mechanisch): Alle Normalkoppeln.
- Spielhilfen: Elektronische Setzeranlage (4 x 1'000 Kombinationen). Schwelltritt für III. Manual (Schwellwerk).

### Glocken
Die sieben Glocken wurden 1962 von der Glockengiesserei Rüetschi (Aarau) gegossen; das Geläut erklang erstmals an Heiligabend 1962. Der freistehende Turm besitzt keinen eigenen Glockenstuhl, sondern die Glocken hängen direkt zwischen Betonträgern in einer hohen Turmstube, welche in Schwungrichtung der Glocken weitgehend geschlossen ist, so dass die heftigen Schlaggeräusche der Klöppel gedämmt werden.
| Glocke | Schlagton | Giesser            | Gussjahr | Gewicht  | Name                       |
| ------ | --------- | ------------------ | -------- | -------- | -------------------------- |
| 1      | as0       | H. Rüetschi, Aarau | 1962     | 5'020 kg |                            |
| 2      | c1        | H. Rüetschi, Aarau | 1962     | 2'548 kg |                            |
| 3      | es1       | H. Rüetschi, Aarau | 1962     | 1'438 kg | Mittagsglocke              |
| 4      | f1        | H. Rüetschi, Aarau | 1962     | 1'020 kg | Betzeitglocke, Totenglocke |
| 5      | g1        | H. Rüetschi, Aarau | 1962     | 738 kg   | Morgenglocke, Sturmglocke  |
| 6      | b1        | H. Rüetschi, Aarau | 1962     | 425 kg   |                            |
| 7      | c2        | H. Rüetschi, Aarau | 1962     | 314 kg   | Taufglocke                 |